# Les Larmes du géant
Les Larmes du géant est le 9e album de la série de bande dessinée Papyrus de Lucien De Gieter. L'ouvrage est publié en 1986.

## Synopsis
Une princesse hittite arrive à la cour comme épouse secondaire du pharaon, apportant avec elle le secret du fer. Dans le temple d'Amenhotep III, des comploteurs veulent s'emparer du pouvoir et surtout connaître comment forger des armes invincibles. Ils capturent Théti et la princesse hittite.